# Gerichtskostenmarke

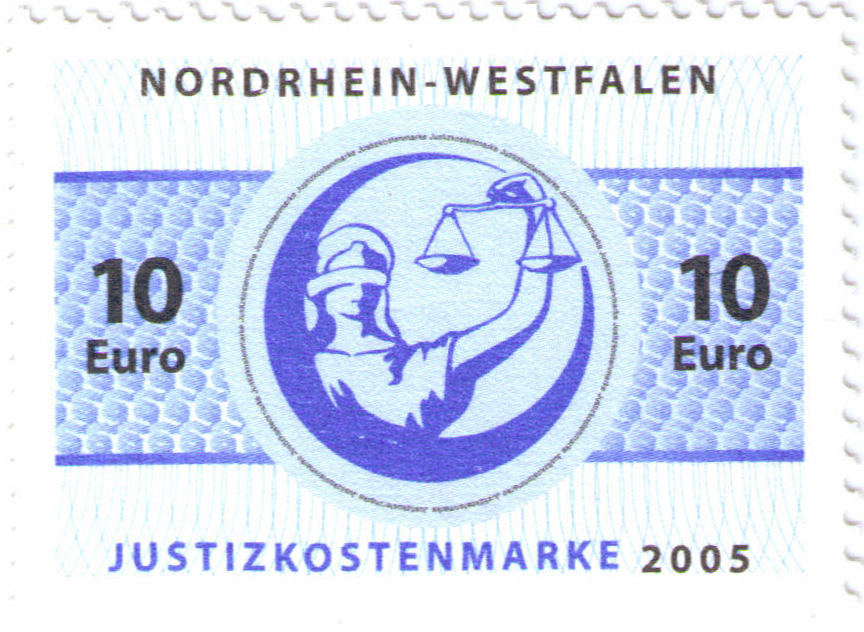
Kostenmarke NRW, 10 €

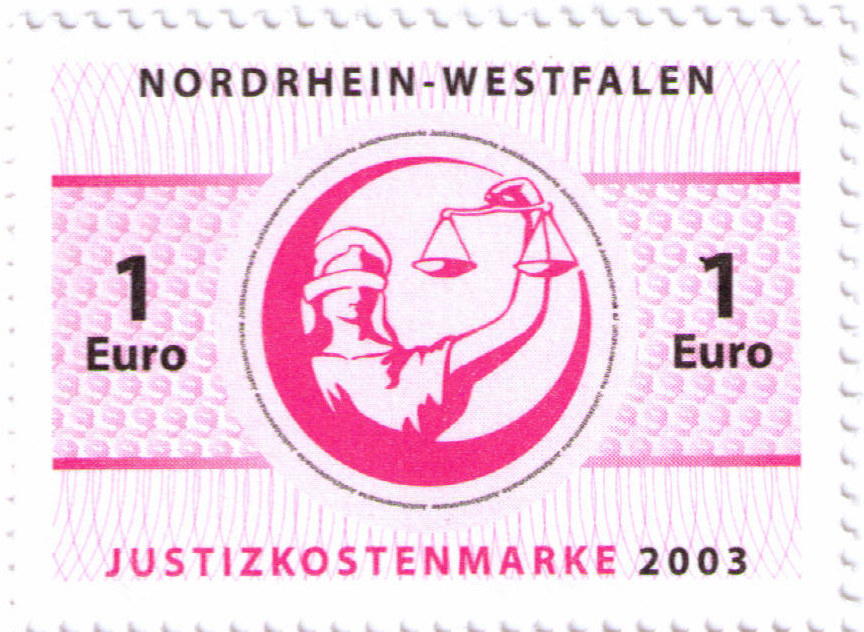
Kostenmarke NRW, 1 €

Gerichtskostenmarken (Justizkostenmarken oder nur Kostenmarken) waren von 1949 bis etwa 2005 mit Briefmarken vergleichbare Wertzeichen, die den Nachweis einer Gerichtskostenzahlung erbrachten. Seit den späten 2000er Jahren bieten einige Bundesländer Elektronische Kostenmarken an.

## Allgemeines
Während die Briefmarke eine Portozahlung nachweist, wird durch Gerichtskostenmarken der Nachweis der Zahlung der Gerichtskosten erbracht. Die Gerichtskostenmarke wird zu diesem Zweck auf das bei Gericht einzureichende Schriftstück, zum Beispiel eine Klageschrift, geklebt. In Deutschland sind sie heutzutage nicht mehr gebräuchlich.

## Geschichte
Schon von 1949 bis 1951 hatten sich die deutschen Länder auf eigene Gerichtskostenmarken geeinigt, die aber bundesweit anerkannt wurden (so genannte Freizügigkeit).
Die Gerichtskostenmarke gehört seit Anfang 2005 der Vergangenheit an. Neue Marken wurden seitdem von der Bundesdruckerei nicht mehr gedruckt. Der Kostenschuldner ist entweder auf den (teureren) eigenen Gerichtskostenstempler angewiesen, kann die Bezahlung der Gerichtskosten jedoch auch per Banküberweisung oder Scheckzahlung sowie Bareinzahlung bei einer Gerichtskasse tätigen.
In der Bundesdruckerei wurde nicht festgehalten, wie viele Marken hergestellt und ausgeliefert worden sind. In Nordrhein-Westfalen allein wurden jährlich Marken im Wert von bis zu zehn Millionen Euro verkauft, im Jahr 2007 trotz Auslaufens der Marken noch 483.000 Marken im Wert von 5 Cent bis zu 200 Euro.
Nachdem 2005 die Justizkostenmarken Sachsens und 2008 die Hamburgs für ungültig erklärt wurden, waren nur noch die Justizkostenmarken des Landes Nordrhein-Westfalens gültig. Mit Ablauf des 31. Dezember 2010 wurden auch diese für ungültig erklärt und aus dem Verkehr gezogen. Seither werden in Deutschland keine Justizkostenmarken als Klebemarken mehr verwendet. In den Ländern Baden-Württemberg, Bremen, Hamburg, Hessen, Mecklenburg-Vorpommern, Niedersachsen, Nordrhein-Westfalen, Rheinland-Pfalz, Sachsen-Anhalt, Schleswig-Holstein und in Thüringen werden Elektronische Kostenmarken eingesetzt.